# Iivo Nei
Iivo Nei (Tartu, 31 ottobre 1931) è uno scacchista estone (sovietico dal 1941 al 1990).
La FIDE gli ha attribuito il titolo di Maestro Internazionale nel 1964.
Nel 1947, all'inizio della sua carriera, si classificò terzo a Leningrado nel campionato sovietico juniores, vinto da Viktor Korchnoi. L'anno successivo si classificò secondo dietro a Korchnoi nello stesso campionato.
Vinse otto volte il campionato estone (1951, 1952, 1956, 1960, 1962, 1971, 1974) e quattro volte il campionato delle Repubbliche baltiche (1961, 1952, 1963, 1964).
Nel 1960 fu pari secondo con Paul Keres nel torneo di Tallinn, vinto da Leonid Stein. Nel 1964 fu pari primo con Keres nel torneo di Wijk aan Zee. Nel 1965 fu secondo dietro a Vladas Mikėnas nel campionato delle repubbliche baltiche.
Nel 1981 si classificò 6° nel "Keres Memorial" di Tallinn, vinto da Michail Tal.
Nel 1972 è stato uno dei secondi di Spassky (assieme a Efim Geller e Nikolai Krogius) nel match Spassky-Fischer per il titolo mondiale. È stato allenatore di molti scacchisti estoni, tra cui Lembit Oll.

## Galleria d'immagini

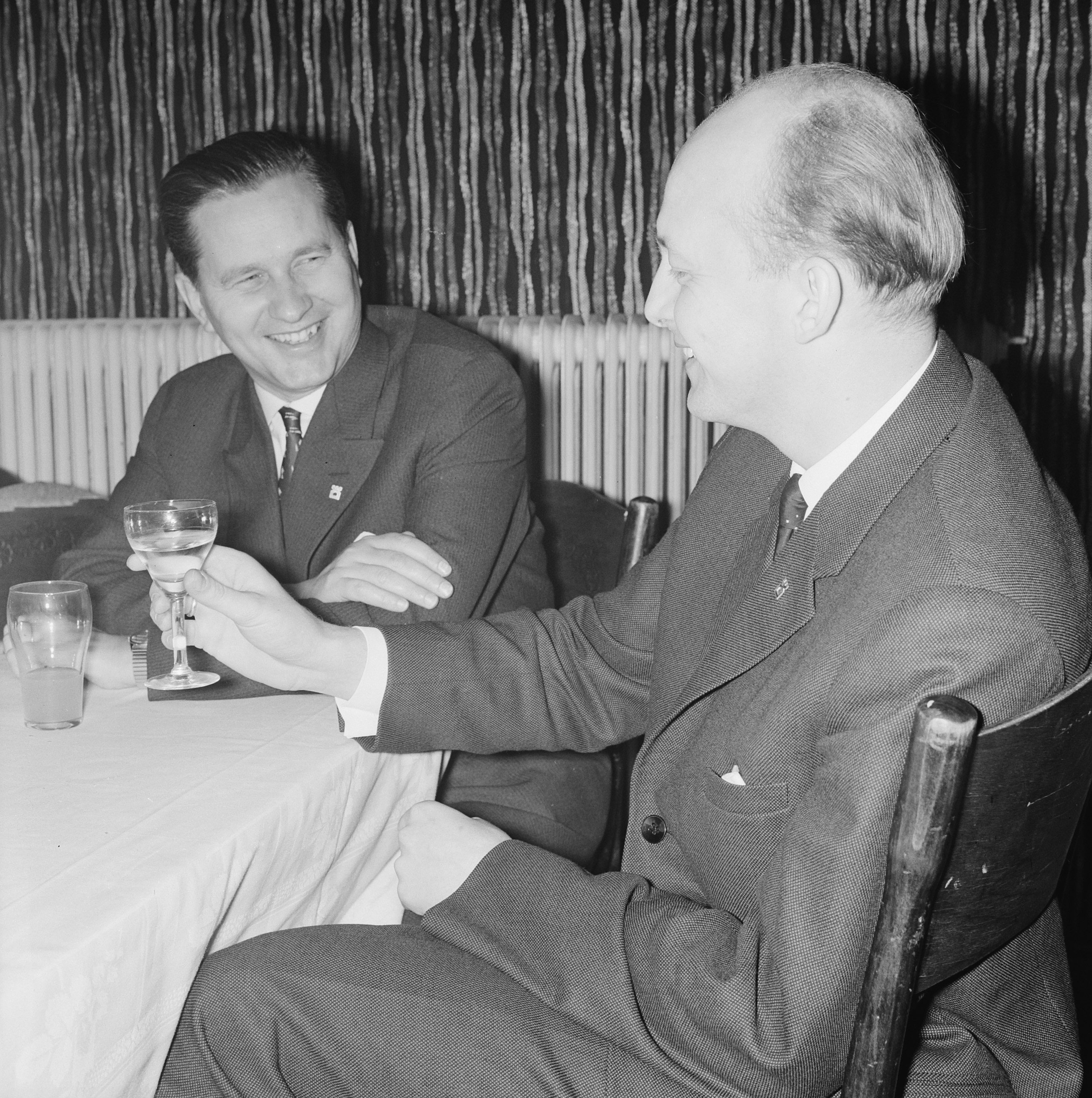
Keres e Nei (Wijk aan Zee 1964)
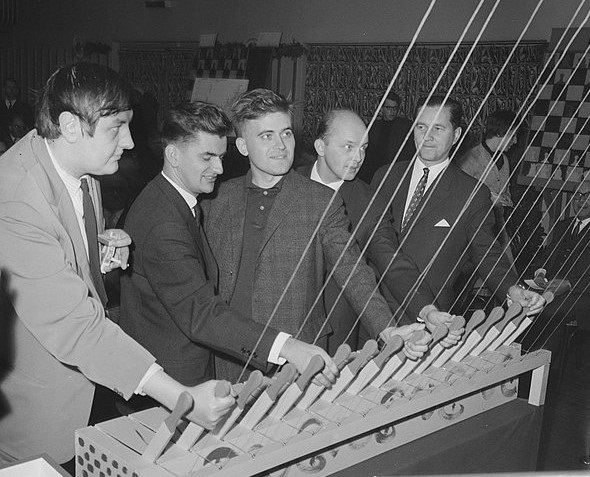
Donner, Darga, Larsen, Nei e Keres (Wijk aan Zee 1964)
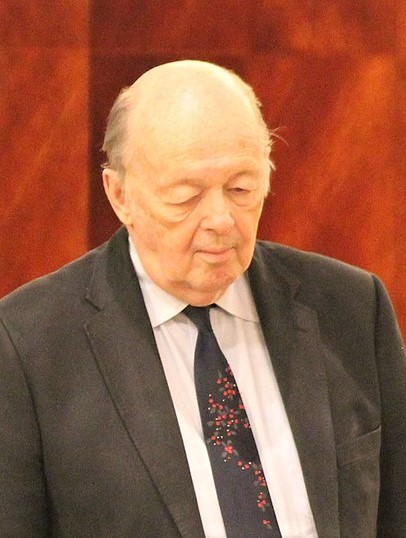
Iivo Nei nel 2013